# Santana (Bahia)
Santana é um município brasileiro do estado da Bahia. Localiza-se à latitude 12.9828 sul e à longitude 44.0578" oeste, com altitude de 526 metros. Sua população em 2022, segundo o IBGE, era de 24.755 habitantes, distribuídos em 2006,97 km² de área. A cidade fica a 203 km de Barreiras, principal cidade do oeste baiano.

## História

### Povoamento
Quando o Império na primeira metade do século XVII pediu a família D’Ávila, do Castelo da Torre, que ajudasse a procurar um caminho através do sertão que ligasse Pernambuco a Minas Gerais, Goiás a Salvador, visto que eram constantes os assaltos contra os navios mercantes que cruzavam a costa brasileira, realizados por piratas e corsários. Jamais poderia imaginar que no meio do caminho do sertão baiano em 1675, surgir-se-ia um grande oásis descoberto por Francisco Dias D’Ávila e nele vivendo numa aldeia-missão, índios tupiniquins, no lugar conhecido por todos nós pelo nome de Missão, devido a essa aldeia que, posteriormente à descoberta foi dirigida pelos missionários.  A Missão fica na região de Baixa Funda. Esse oásis, cheio de brejos, olhos d’água e alguns riachos; situado entre dois grandes rios: o São Francisco e o Corrente, tornar-se-ia conhecido dois séculos depois pelo nome de Santana dos Brejos, por razão de sua grande produção de rapaduras, cachaça, açúcar e charque.
Com a descoberta do ouro nas Minas Gerais no final do século XVII, Santana foi parada obrigatória dos tropeiros, boiadeiros, comerciantes de escravos que gradualmente iam propagando por todo vale do São Francisco o nome da Capela de Senhora Santana dos Brejos.
Em meados do século XIX já existiam alguns sítios de cana-de-açúcar na região da Cachoeira. O povoado com quase 150 habitantes, 21 eleitores, submisso político e religiosamente a Nossa Senhora do Rio das Éguas (Correntina).<https://cidades.ibge.gov.br/brasil/ba/santana/historico>

## Século XVIII e XIX
Em Santana, após meados do séc. XVIII teve também suas missões com os franciscanos realizadas onde hoje fica a fazenda missão do senhor Mizael Brandão. Ali havia um grande curral para as doações para o Bom Jesus e onde os franciscanos catequizavam os índios e batizavam brancos e índios após pregação sobre a boa vivência entre eles. Conforme pesquisa no 1º livro de óbitos de Santana foi encontrado mais de 60% dos registros os nomes: Francisco ou Francisca de Jesus, Maria do Espírito Santo, Manoel do Espírito Santo, isso já no inicio do séc. XIX, batizados por franciscanos.

## Formação Administrativa
Distrito criado com a denominação de Santana dos Brejos, pela lei provincial nº 1018, de 02-05-1868, subordinado ao município de Santa Maria da Vitória.
Elevado à categoria de vila com a denominação de Santana dos Brejos, pelo ato de 26-08-1890, desmembrado de Santa Maria da Vitória. Sede na antiga povoação de Santana dos Brejos. Constituído do distrito sede. Instalada em 16-12-1890.
Elevado à condição de cidade com a denominação de Santana dos Brejos, pela lei estadual nº 410, de 25-04-1901.
Em divisão administrativa referente ao ano de 1911, o município é constituído do distrito sede.
Pela lei estadual nº 676, de 20-08-1906, é criado o distrito São Gonçalo e anexado ao município de Santana dos Brejos.
Pela lei estadual nº 1257, de 25-07-1918, é criado o distrito Porto Novo e anexado ao município de Santana dos Brejos.
Nos quadros de apuração do recenseamento geral de 1-IX-1920, o município é constituído de 3 distritos: Santana dos Brejos, Porto Novo e São Gonçalo.
Pelos decretos estaduais nºs 7455, de 23-06-1931, e 7479, de 08-07-1931, o município de Santana dos Brejos tomou a denominação simplesmente de Santana.
Em divisão administrativa referente ao ano de 1933, o município é constituído de 3 distritos: Santana (ex-Santana dos Brejos), Porto Novo do Corrente (ex-Porto Novo) e São Gonçalo.
Assim permencendo em divisões territoriais datadas de 31-XII-1936 e 31-XII-1937.
Pelo decreto estadual nº 11089, de 30-11-1938, os distritos de Porto Novo do Corrente e São Gonçalo passou a chamar-se, respectivamente, Porto Novo e Penamar.
No quadro fixado para vigorar no período de 1939-1943, o município é constituído de 3 distritos: Santana, Porto Novo (ex-Porto Novo do Corrente) e Penamar (ex-São Gonçalo).
Assim permencendo em divisão territorial datada de 1-VII-1950.
Pela lei estadual nº 628, de 30-12-1953, é criado o distrito de Ibiguai (ex-povoado de Alagoinhas), com terras desmembradas do distrito de Pôrto Novo e anexado ao município de Santana.
Em divisão territorial datada de 1-VII-1955, o município é constituído de 4 distritos: Santana, Ibiguaí, Penamar e Porto Novo.
Assim permencendo em divisão territorial datada de 1-VII-1960.
Pela lei estadual nº 1666, de 12-07-1962, desmembra do município de Santana o distrito Penamar. Elevado à categoria de município com a denominação de Serra Dourada.
Pela lei estadual nº 1734, de 19-07-1962, desmembra do município de Santana o distrito Ibiguai. Elevado à categoria de município com a denominação de Canápolis.
Em divisão territorial datada de 31-XII-1963, o município é constituído de 2 distritos: Santana e Porto Novo.
Assim permencendo em divisão territorial datada de 2007.

## Economia
O município de Santana tem sua economia fundamentada em três pilares essenciais: a pecuária bovina, tanto para corte quanto para produção de leite, a cultura da cana-de-açúcar e a torrefação de café. Esses setores desempenham um papel vital como as principais fontes de emprego e renda local. Destaca-se a pecuária bovina, especialmente reconhecida em outras regiões devido à qualidade do gado do município. O leite produzido é utilizado na fabricação de diversos derivados, como queijo, requeijão, manteiga, doces e iogurtes, sendo comercializados tanto em residências quanto no comércio.
A cana-de-açúcar é um importante pilar da economia desde a colonização. E as torrefações de café geram empregos direto e indiretos. Outros estados importam a sua produção e comercializam de várias formas.
Além desses três pilares da economia de Santana, a cultura da mandioca; as produções artesanais de polpas de frutas e temperos com embalagens rotuladas; olarias, marcenarias e oficinas mecânicas, geram renda para a população e dão suporte importante na economia da cidade.

### Expo Santana
A Expo Santana é uma feira agropecuária realizada anualmente.

## Geografia

### Demográfica
Estimativa da população em 2021: 26.792
•população urbana: 13.483
•população rural: 11.264
•homens: 12.549
•mulheres: 12.198
Densidade demográfica (hab./km²): 13.60
IDH-M 0,608
<https://www.estadosecidades.com.br/ba/santana-ba.html>

### Hidrografia
• Rio Corrente

### Rodovia
• BA-172
• BA-582
• BA-575
• BA-576
• BA-430

## Turismo
Santana possui mais de 13 quilômetros de grutas e cavernas interconectadas com cachoeiras, trilhas naturais e nascentes. A Caverna do Padre é a terceira maior do país.[carece de fontes?]